# 493 Griseldis
493 Griseldis је астероид главног астероидног појаса са пречником од приближно 46,41 km.
Афел астероида је на удаљености од 3,657 астрономских јединица (АЈ) од Сунца, а перихел на 2,588 АЈ.
Ексцентрицитет орбите износи 0,171, инклинација (нагиб) орбите у односу на раван еклиптике 15,149 степени, а орбитални период износи 2015,804 дана (5,518 година).
Апсолутна магнитуда астероида је 10,30 а геометријски албедо 0,062.
Астероид је откривен 7. септембра 1902. године.